# Gabriel Bibron
Gabriel Bibron (także: Biberon) (ur. 20 października 1805 w Paryżu, zm. 27 marca 1848 w Saint-Alban-les-Eaux) – francuski zoolog, herpetolog.